# Storia della Repubblica romana (264-146 a.C.)
Per storia della Repubblica romana (264-146 a.C.) si intende il periodo repubblicano di Roma compreso tra l'inizio della prima guerra punica e la conclusione della terza guerra punica.
Qui verranno affrontati i principali aspetti sociali, le prime istituzioni, l'economia del periodo, la prima organizzazione militare, le prime forme di arte, cultura, lo sviluppo urbanistico della città, ecc.

## Accadimenti politici e militari
La Repubblica romana rappresentò il sistema di governo della città di Roma nel periodo compreso tra il 509 a.C. e il 31 a.C., quando l'urbe fu governata da una oligarchia repubblicana. Nacque a seguito di contrasti interni che portarono alla fine della supremazia della componente etrusca sulla città, e al parallelo decadere delle istituzioni monarchiche.
Quella della Repubblica rappresentò una fase lunga, complessa e decisiva della storia romana: costituì un periodo di enormi trasformazioni per Roma, che da piccola città-stato, quale era alla fine del VI secolo a.C., divenne la capitale di un complesso Stato che governava l'intera Italia antica a sud della pianura padana. In questo periodo si inquadrano le conquiste romane in Italia centro-meridionale, tra la metà del III secolo a.C. e quella del II secolo a.C..

## Società

### Forma di governo (costituzione e politica)
A parte la forma di governo descritta nel periodo precedente degli anni 509-264 a.C., a partire dalla prima guerra punica ci furono importanti novità:
- il proconsole, magistratura creata verso la fine del IV secolo a.C., quando una guerra durava alcuni anni ed erano richiesti più di due comandanti per l'intero esercito, i consoli dell'anno precedente normalmente rimanevano in carica con gli stessi poteri dei consoli ordinari, come accadde soprattutto durante la guerra contro Annibale. Un'innovazione fu la nomina a questa magistratura, di cittadini che non avevano ancora ricoperto il consolato. Publio Cornelio Scipione, che assunse questa carica per condurre la guerra in Spagna (211 a.C.) assunse il proconsolato prima ancora di completare la carriera che lo avrebbe potuto far diventare console.
- nuovi pretori furono creati, quando i territori della Repubblica si estesero oltre i confini dell'Italia. Il primo esempio lo abbiamo nel 227 a.C., quando furono creati due pretori per l'amministrazione di Sicilia e Sardegna e Corsica; altri due vennero aggiunti con la formazione delle due province spagnole nel 197 a.C.. Più tardi ne furono aggiunti altri fino a raggiungere il numero complessivo di sei, due dei quali restavano nell'Urbe, mentre gli altri quattro erano inviati nelle province romane. Il Senato determinava le loro province, che venivano distribuite per sorteggio.

#### Cariche politiche della Repubblica
- Cursus honorum
- Questore (30 anni)
  - Proquestore (31 anni)
- Edile (36 anni)
- Pretore (39 anni)
  - Propretore (40 anni)
- Console (42 anni)
  - Proconsole (43 anni)
- Censore

- Tribuno della plebe
  - Tribuno Consolare
  - Tribuno militare
- Pontefice massimo
- Dittatore
  - Maestro della cavalleria
- Princeps Senatus
  - Duumviri
- Triumviri
  - Decemviri
- Vigintisexviri
- Tribuno erario

### Classi sociali di cittadini romani
Nel 241 a.C. le tribù rustiche furono aumentate fino a 31 (per un totale di 35, comprese quelle urbane), a causa dell'aumentare della popolazione, dell'estensione della cittadinanza e della fondazione di nuove colonie, e rimasero tali fino all'età imperiale.

### Dalla colonizzazione in Italia alla romanizzazione mediterranea delle province
Come aveva potuto una piccola potenza regionale ancora all'inizio del IV secolo a.C. diventare caput mundi nel giro di 500 anni? La spiegazione non sta solo nell'efficienza militare delle legioni o nella determinazione politica del Senato e del popolo romano. Fu soprattutto il consenso suscitato fra le genti non romane (italiche prima e provinciali poi) a rendere stabile il dominio di Roma per secoli e secoli. I socii italici si convinsero ad aderire alla causa romana dapprima dalla spartizione del successo in guerra, poi (dopo la guerra sociale) dalla partecipazione effettiva alla vita politica dell'Urbe. Per quanto riguarda, invece, il consenso nelle province (che a differenza dell'Italia erano sottoposte a tributum), è interessante la definizione di Santo Mazzarino: «L'impero romano era un'unità supernazionale, di cultura romano-ellenistica, il cui ideale era la pax affidata a un esercito permanente».
Roma non poteva pensare a un'occupazione permanente di tutti i territori conquistati: troppo grande era l'impero e troppo numeroso il personale necessario per un tale disegno. Fu perciò necessario, già a partire dal 241 a.C., fare ricorso all'elemento locale e in particolare alle classi elevate delle città: in cambio di una leale collaborazione (fiscale, innanzitutto), Roma rafforzò ovunque il potere delle aristocrazie urbane, affidando ai più ricchi il governo delle città e del territorio.
Il processo di romanizzazione, cioè l'assimilazione culturale e politica dei dominati entro il sistema romano, fu rapido ed esteso. Tale processo ebbe pieno successo come profondità e durata in Occidente (le province più romanizzate furono la Gallia Narbonense, la Spagna e l'Africa), dove si affermarono la lingua e la cultura latina, fu invece minore in Oriente, dove la lingua greca e la cultura ellenistica rappresentarono un ostacolo insormontabile alla penetrazione della romanità.
Lo strumento principale di diffusione attraverso il quale Roma esercitò quell'opera di integrazione e di assimilazione delle province che assicurò per alcuni secoli stabilità e compattezza all'Impero furono le città. Era nelle popolose città dell'impero che risiedevano i ceti privilegiati, largamente integrati al sistema di potere imperiale. Erano le città il luogo dove veniva distribuita e consumata la ricchezza prodotta dalle campagne. Erano le città, infine, il centro di diffusione dei modelli di comportamento della società imperiale. Il segreto di Roma fu, quindi, la capacità di assimilare le diverse culture su cui dominava e di integrarle in un sistema coerente, che, per quanto ricco di diversificazioni, seppe dare il senso di una comune appartenenza.
L'organizzazione dei nuovi territori annessi alla res publica romana, veniva normalmente realizzata dal generale che li aveva conquistati, per mezzo di una lex provinciae ("legge della provincia" per la "redactio in formam provinciae" o "costituzione in forma di provincia"), emanata sulla base dei poteri che gli erano stati delegati con l'elezione alla carica. La legge doveva quindi essere ratificata dal Senato, che poteva inoltre inviare delle commissioni di legati con poteri consultivi. La legge stabiliva la suddivisione in circoscrizioni amministrative (spesso denominate conventus) e il grado di autonomia delle città già esistenti. Non sempre tuttavia la legge seguiva immediatamente alla conquista, soprattutto per le province annesse in epoca più antica.
Le province erano governate da magistrati appositamente eletti (pretori) o da consoli o pretori di cui veniva prolungata la carica (prorogatio imperii o "prolungamento del comando": proconsoli e propretori), coadiuvati per l'amministrazione finanziaria da proquestori e da numerosi altri funzionari (cohors praetoria).
In questo primo periodo furono formate le seguenti province romane:
- Sicilia (Sicilia): annessa come provincia nel 241 a.C. e con vari mutamenti di ordinamento fino alla lex Rupilia del 131 a.C.
- Sardegna e Corsica (Sardinia et Corsica): costituita dalla Sardegna, annessa nel 238 a.C. e dalla Corsica, annessa l'anno seguente.
- Spagna Citeriore (Hispania Citerior) e Spagna Ulteriore (Hispania Ulterior): annesse nel 218 a.C. e ufficialmente costituite come province nel 197 a.C. Le province ispaniche saranno diversamente riorganizzate dopo la definitiva pacificazione di tutta la penisola iberica sotto Augusto nel 27 a.C.
- Macedonia (Macedonia): conquistata nel 168 a.C. (battaglia di Pidna) e inizialmente divisa in quattro "repubbliche" formalmente indipendenti (con capitali Anfipoli, Tessalonica, Pella e Pelagonia) e costituita quindi come provincia nel 146 a.C. Dopo la conquista di Corinto nel 146 a.C., anche parte della Grecia venne probabilmente annessa alla nuova provincia di Macedonia, mentre la provincia separata (con il nome di Acaia, o Achaea) venne creata solo sotto Augusto (27 a.C.).
- Africa (Africa): creata nel 146 a.C. dopo la distruzione di Cartagine e in seguito ampliata con parti del regno di Numidia.

### Sociie regni/popoli clienti di Roma
Per regno o popolo "cliente" si intendeva un regno o un antico popolo, che si trovasse nella condizione di "apparire" ancora indipendente, ma nella "sfera di influenza" e quindi di dipendenza del vicino Impero egemonico. Si trattava di una forma di moderno protettorato, dove il regno o il territorio in questione, era controllato (protetto) da uno più forte (protettore).
I Romani intuirono che il compito di governare e di civilizzare un gran numero di genti contemporaneamente era pressoché impossibile, e che sarebbe risultato più semplice un piano di annessione graduale, lasciando l'organizzazione provvisoria affidata a principi nati e cresciuti nel paese d'origine. Nacque quindi la figura dei re clienti, la cui funzione era quella di promuovere lo sviluppo politico ed economico dei loro regni, favorendone la civilizzazione e l'economia. Così, quando i regni raggiungevano un livello di sviluppo accettabile, essi potevano essere incorporati come nuove province o parti di esse. Le condizioni di stato vassallo-cliente erano, dunque, di natura transitoria.
Un "re cliente", riconosciuto dal Senato romano come amicus populi Romani, di solito non era altro che uno strumento del controllo nelle mani della Repubblica, prima e dell'Impero romano, poi. Ciò non riguardava solo la politica estera e difensiva, dove al re cliente era affidato il compito di assumersi l'onere di garantire lungo i propri confini la sicurezza contro infiltrazioni e pericoli "a bassa intensità", ma anche le questioni interne dinastiche, nell'ambito del sistema di sicurezza imperiale.
Ma i regni o i popoli clienti, poco potevano fare contro i pericoli "ad alta intensità" (come sostiene Edward Luttwak), come le invasioni su scala provinciale. Potevano dare il loro contributo, rallentando l'avanzata nemica con le proprie e limitate forze, almeno fino al sopraggiungere dell'alleato romano: in altre parole potevano garantire una certa "profondità geografica", ma nulla di più.
Primi esempi di regni "clienti" li abbiamo in seguito al conflitto continuo che aveva visto Massilia e i Cartaginesi contendersi i migliori mercati del Mediterraneo occidentale a partire dal VI secolo a.C., tanto da costringere la colonia greca a chiedere aiuto a Roma (venire in fidem), attorno al 236 a.C., un decennio prima del trattato dell'Ebro, stipulato tra Roma e Cartagine. Si tratterebbe del primo esempio di "popolus cliens" dei Romani, al di fuori del Italia romana.
Pochi anni più tardi (nel 230 a.C.), alcune colonie greche del mare Adriatico orientale (da Apollonia, a Corcyra, Epidamnus e Issa), venendo attaccate dai pirati Illiri della regina Teuta, decisero anch'essi di venire in fidem di Roma, chiedendone l'intervento militare diretto. Il Senato, dopo aver appreso che uno degli ambasciatori inviati a trattare con la regina degli Illiri, era stato ucciso in circostanze poco chiare (un certo Lucio Cornucanio), votarono la guerra (nel 229 a.C.). Gli scontri durarono poco, poiché già nel 228 a.C. la regina Teuta fu costretta a firmare la pace e ad abbandonare l'attuale Albania, mentre Roma diventava a tutti gli effetti lo stato protettrice delle città di Apollonia, a Corcyra, Epidamnus e Issa, oltre a Oricus, Dimale e del re "cliente" Demetrio di Faro. Vi è da aggiungere che la successiva ambasceria romana di Postumio a Etoli, Achei e Corinto, permise a Roma di prender parte ai giochi Istmici del 228 a.C., aprendo così le porte della civiltà ellenica ai Romani.
Sappiamo che il regno di Pergamo entrò nella sfera romana dei suoi stati alleati, soprattutto in seguito alla pace di Apamea del 188 a.C., in seguita alla quale ottenne numerosi possedimenti e ampliamenti territoriali. La sua crescente dipendenza da Roma sfociò, in seguito alla morte del suo sovrano, Attalo III (avvenuta nel 133 a.C.), nell'essere donato in eredità alla Repubblica romana e di conseguenza nella trasformazione dei suoi territori in provincia romana.
Al termine della terza guerra macedonica, con la vittoria romana di Pidna, il regno di Macedonia fu diviso in quattro distretti (nel 167 a.C.), risultando a tutti gli effetti un protettorato romano, che un ventennio più tardi fu trasformato in provincia romana di Macedonia (nel 146 a.C.).

## Esercito
L'organizzazione interna dell'esercito romano descritta da Polibio nel suo VI libro delle Storie, è da datarsi al principio della seconda guerra punica (218-202 a.C.). Non possiamo escludere, però, che tale riorganizzazione (rispetto a quella proposta da Tito Livio nel paragrafo precedente), non possa appartenere a un'epoca antecedente e databile addirittura alla stessa guerra latina (340-338 a.C.), o alla terza guerra sannitica (298-290 a.C.) oppure alla guerra condotta contro Pirro e parte della Magna Grecia (280-272 a.C.).
A differenza delle successive formazioni legionarie, composte esclusivamente di fanteria pesante, le legioni della prima e media età repubblicana consistevano di fanteria sia leggera sia pesante. Il termine esercito manipolare, cioè un esercito basato su unità chiamate manipoli (lat. manipulus singolare, manipuli plurale, da manus, "the hand"), è pertanto utilizzato in contrapposizione con il successivo "esercito legionario" di età imperiale, che era incentrato invece su un sistema di unità chiamate coorti. L'esercito manipolare si basava in parte sul sistema di classi sociali e in parte sull'età e sull'esperienza militare, e rappresentava quindi un compromesso teorico tra il precedente modello basato interamente sulle classi e gli eserciti degli anni che ne erano indipendenti. In pratica, poteva succedere che perfino gli schiavi erano spinti ad arruolarsi nell'esercito repubblicano in caso di necessità. Normalmente si arruolava una legione all'anno, ma nel 366 a.C. successe per la prima volta che due legioni fossero arruolate in uno stesso anno.
L'esercito manipolare deve il suo nome alle modalità tattiche con cui la sua fanteria pesante era dispiegata in battaglia. I manipoli erano unità di 120 uomini, tutti provenienti da una medesima classe di fanteria. I manipoli erano piccoli abbastanza da permettere, sul campo di battaglia, movimenti tattici di singole unità di fanteria, nel contesto del più grande esercito. I manipoli, tipicamente, erano dispiegati in tre ranghi separati (lat.: triplex acies), basati sui tre tipi di fanteria pesante degli hastati, dei principes e dei triarii.
I tribuni militari eletti annualmente, erano 24 (quattordici dei quali con cinque anni di servizio e dieci con dieci anni di servizio), sei per ciascuna delle 4 legioni arruolate e disposte lungo lungo i fronti settentrionali, meridionali e a difesa dell'Urbe. L'arruolamento delle 4 legioni avveniva con l'estrazione a sorte delle tribù tra i 24 tribuni militari, e quella che era stata via via sorteggiata era chiamata dal singolo tribuno.

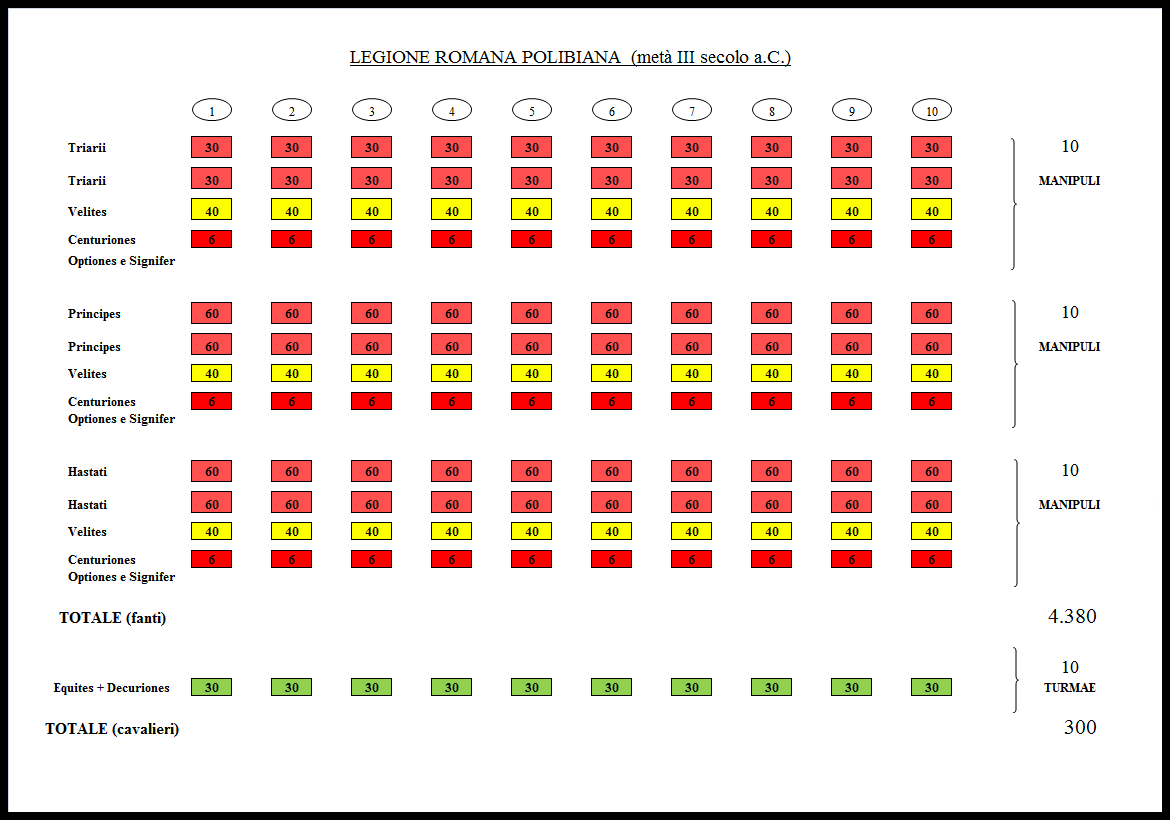
La legione manipolare polibiana al principio della seconda guerra punica (218 a.C.).

I cittadini romani erano, inoltre, obbligati a prestare servizio militare, entro il quarantaseiesimo anno di età, per almeno 10 anni per i cavalieri e 16 anni per i fanti (o anche 20 in caso di pericolo straordinario). Sono esclusi dal servizio militare legionario coloro che avevano un censo inferiore alle 400 dracme (paragonabili a 4000 assi secondo il Gabba), anche se vengono impiegati nel servizio navale.
Il cursus honorum prevedeva che nessuno potesse intraprendere la carriera politica senza aver prestato almeno 10 anni di servizio militare.
Ogni legione era formata da 4200 fanti (portati fino a 5000, in caso di massimo pericolo) e da 300 cavalieri. Le unità alleate di socii (ovvero le Alae, poiché erano poste alle "ali" dello schieramento) erano costituite, invece di un numero pari di fanti, ma superiori di tre volte nei cavalieri (900 per unità). I fanti erano poi suddivisi in quattro differenti categorie, sulla base della classe sociale/equipaggiamento ed età:
1. primi a essere arruolati erano i Velites, in numero di 1200[31] (tra i più poveri e i più giovani),[32] e che facevano parte delle tre schiere principali (qui di seguito, di Hastati, Principes e Triarii), in numero di 20 per ciascuna centuria.[16] Questo schieramento consisteva in truppe armate molto alla leggera, senza armature, adatti per questo al compito affidatogli, azioni di schermaglia e di disturbo (cosiddetti cacciatori). Erano muniti di una spada e di un piccolo scudo rotondo (diametro: 3 piedi≈90 cm), oltre che di diversi giavellotti leggeri, con una corta asta in legno di 90 cm (3 piedi) dal diametro di un dito, e una sottile punta metallica di circa 25 cm. Le loro file erano ingrossate dall'inserimento di fanteria leggera proveniente dagli alleati e da rorarii irregolari.
2. seguono gli Hastati, il cui censo ed età erano ovviamente superiori,[32] in numero di 1200,[31] pari a 10 manipoli.[33] Formavano tipicamente la prima linea nello schieramento in battaglia. Ciascun manipolo astato era formato da 40 unità, con una profondità di tre uomini.[34] Erano fanti corazzati in cuoio, con corazza ed elmetto di ottone adornata con tre piume, alte approssimativamente di 30 cm, e muniti di scudo di legno rinforzato in ferro alto 120 cm in forma di un rettangolo dal profilo ricurvo e convesso. Erano armati di una spada nota come gladio e da due lance da getto note come pila: un'era il pesante pilum dell'immaginario popolare mentre l'altra era un affusolato giavellotto.
3. poi vengono i Principes, di età più matura,[32] sempre in numero di 1200,[31] pari a 10 manipoli.[33] Costituivano tipicamente il secondo blocco di soldati nello schieramento offensivo. Erano soldati di fanteria pesante armati e corazzati come gli hastati, eccetto che vestivano una più leggera corazza in maglia piuttosto che di metallo solido. Ciascuno dei manipoli di tipo principes era formato da un rettangolo largo 12 unità e profondo 10.[34]
4. e infine i Triarii, i più anziani,[32] in numero di 600 (pari a 10 manipoli[33]),[31] non aumentabile nel caso in cui la legione fosse incrementata nel suo numero complessivo (da 4200 fanti a 5000), a differenza di tutte le altre precedenti classi, che potevano passare da 1200 a 1500 fanti ciascuna.[35] Erano gli ultimi residui delle truppe di stile oplitico nell'esercito romano. Erano armati e corazzati come i principes, fatta eccezione per la picca, che essi portavano al posto dei due pilum. Un manipolo di triarii era diviso in due formazioni, ciascuna larga 6 unità e profonda 10.[34]
5. La cavalleria era, infine, arruolata principalmente dalla più facoltosa classe degli equestri, ma, a volte, contributi addizionali alla cavalleria erano forniti a volte da socii e Latini della penisola italiana. Esisteva una classe addizionale di truppe, gli accensi (detti anche adscripticii e, in seguito, supernumerarii) che seguivano l'esercito senza specifici ruoli militari che erano dispiegati dietro i triarii. Il loro ruolo di accompagnatori dell'esercito era soprattutto nel colmare eventuali lacune che potevano verificarsi nei manipoli, ma sembra anche che siano stati occasionalmente impiegati come attendenti degli ufficiali.[20]

Schieramento in battaglia dell'esercito consolare polibiano nel III secolo a.C., con al centro le legioni e sui fianchi le Alae Sociorum (gli alleati italici) e la cavalleria legionaria e alleata.

Le tre classi di unità tattiche conservavano forse qualche vago parallelo con le divisioni sociali della società romana, ma almeno ufficialmente le tre linee erano basate sull'età e l'esperienza piuttosto che sulle classi sociali. Gli uomini giovani e inesperti servivano tra gli hastati, gli uomini più anziani e con qualche esperienza militare erano impiegati come principes, mentre le truppe dei veterani, di età avanzata e con esperienza, rifornivano i triarii.
Si era infine creata, con la prima guerra punica, la necessità di creare una piccola flotta, sebbene avesse già operato, in modo estremamente limitato, dopo la seconda guerra sannitica. È proprio durante questo periodo che la flotta roman fu riformata, espandendola da piccolo strumento destinato primariamente al pattugliamento fluviale e costiero, fino a farla divenire una unità pienamente marittima. Dopo un periodo di frenetica costruzione, la flotta crebbe enormemente di taglia fino a 400 navi, sul modello cartaginese. Una volta completata, poteva ospitare fino a 100000 tra marinai e truppe imbarcate per la battaglia. La flotta, da allora in poi, diminuì in grandezza, in parte perché un Mediterraneo pacificato sotto il dominio romano non richiedeva una grande sorveglianza navale, in parte perché i Romani, in questo periodo, scelsero di far affidamento su navi fornite dalle polis greche, la cui popolazione vantava una superiore esperienza marinara.

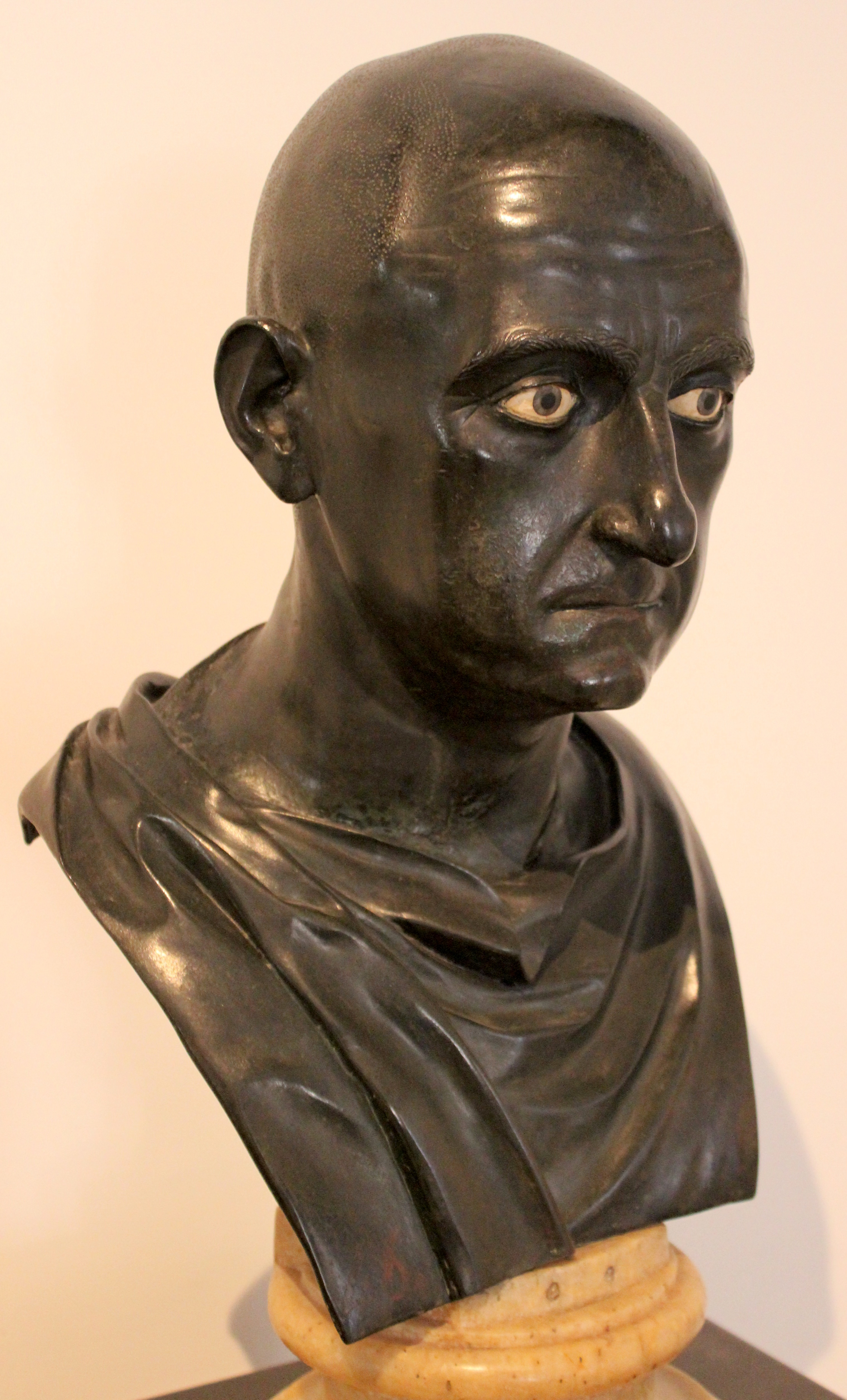
Busto di Scipione l'Africano

La grande capacità tattica di Annibale aveva messo in crisi l'esercito romano. Le sue manovre imprevedibili, repentine, affidate alle ali di cavalleria cartaginese e numidica, avevano distrutto numerosi eserciti romani accorrenti, anche se superiori nel numero dei loro componenti, come era avvenuto soprattutto nella battaglia di Canne. Le esigenze straordinarie poste dal nuovo nemico punico, in aggiunta a una penuria di mano d'opera militare, misero in evidenza la debolezza tattica della legione manipolare, almeno nel breve termine Nel 217 a.C., Roma fu costretta a soprassedere al consolidato principio secondo cui i suoi soldati dovevano essere sia cittadini sia possidenti, così che anche gli schiavi furono forzati al servizio in marina
Scipione l'Africano, inviato nel 209-208 a.C. in Spagna Tarraconense per affrontare le armate cartaginesi, reputò necessario cominciare ad apportate delle modifiche tattiche tali da permettergli una maggiore adattabilità in ogni situazione di battaglia. Per questi motivi egli introdusse per primo la coorte, elemento intermedio tra l'intera legione e il manipolo. Egli andava così riunendo i tre manipoli di hastati, principes e triarii per dare loro maggiore profondità, attribuendo a loro lo stesso ordine.
Si veniva così a creare un reparto più solido e omogeneo, con gli uomini della prima fila che tornavano a dotarsi di lunghe lance da urto. Ora era importante addestrare le truppe in modo che non vi fossero problemi nel passare all'occorrenza da una disposizione di tipo manipolare a una coortale e viceversa.
Al termine della seconda guerra punica vi fu una nuova riduzione del censo minimo richiesto per passare dalla condizione di proletarii (o capite censi) ad adsidui, ovvero per prestare il servizio militare all'interno delle cinque classi, come aveva stabilito nel VI secolo a.C., Servio Tullio. Si era, infatti, passati nel corso di tre secoli da un censo minimo di 11000 assi ai 4000 degli anni 214-212 a.C. (pari alle 400 dracme argentee di Polibio alla fine del III secolo a.C.) fino ai 1500 assi riportati da Cicerone e databili agli anni 133-123 a.C., a testimonianza di una lenta e graduale proletarizzazione dell'esercito romano, alla continua ricerca di armati, in funzione delle nuove conquiste nel Mediterraneo. A questo punto, quindi, è chiaro che molti dei proletari ex nullatenenti erano stati nominalmente ammessi tra gli adsidui.
Durante il II secolo a.C., il territorio romano conobbe un generale declino demografico, in parte dovuto alle enormi perdite umane subite nel corso di varie guerre. Questo si accompagnò a forti tensioni sociali e al più grave collasso delle classi medie nelle classi censuarie inferiori o nel proletariato. Quale conseguenza, sia la società romana, sia il suo esercito, divennero sempre più proletarizzate. Roma fu costretta ad armare i propri soldati a spese dello stato, dal momento che molti di quelli che componevano le sue classi inferiori erano di fatto proletari impoveriti, troppo poveri per permettersi un proprio equipaggiamento.
La distinzione tra i tipi di fanteria pesante degli hastati, dei principes e dei triarii, incominciò a diventare più sfocata, forse perché era lo stato ad assumersi ora l'onere di fornire un equipaggiamento standard a tutti, tranne che alla prima classe di truppe, l'unica in grado di permettersi autonomamente un equipaggiamento. Al tempo di Polibio, i triarii o i loro successori rappresentavano un tipo distinto di fanteria pesante armati con un unico tipo di corazza, mentre gli hastati e i principes erano divenuto ormai indistinguibili.
In aggiunta, la carente disponibilità di manodopera militare appesantì il fardello sulle spalle degli alleati (socii), a cui toccava procurare le truppe ausiliarie. Quando, in questo periodo, alcuni alleati non erano in grado di fornire il tipo di forze richiesto, i Romani non furono contrari ad assoldare mercenari per farli combattere al fianco delle legioni.

## Economia

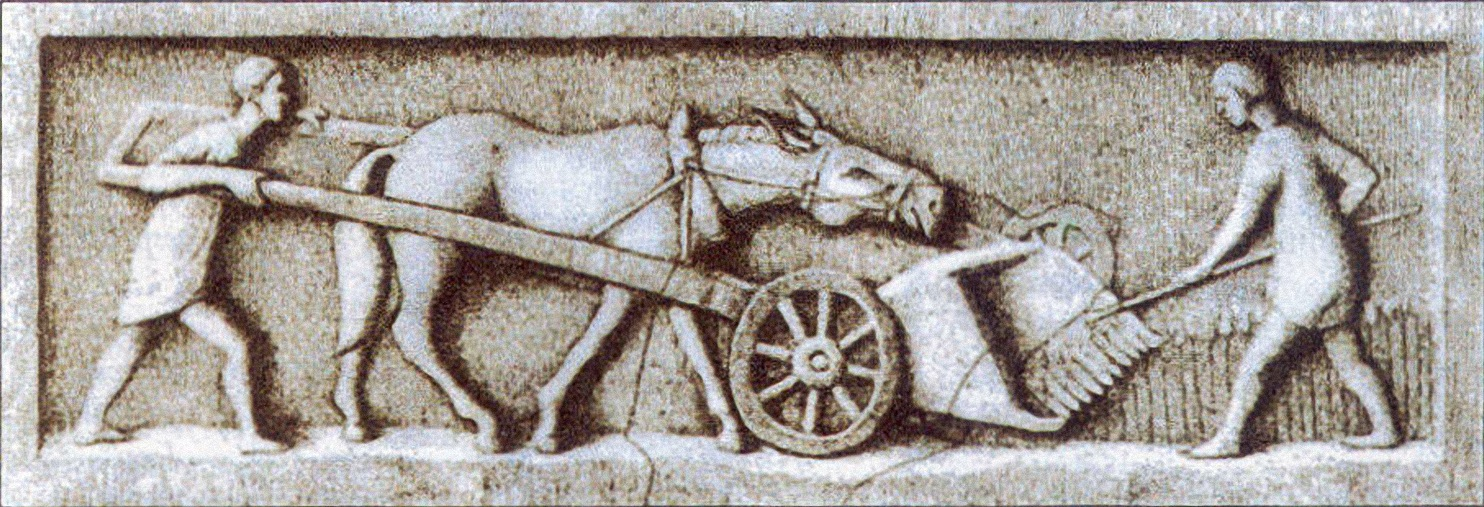
L'economia repubblicana si basava soprattutto sull'agricoltura.

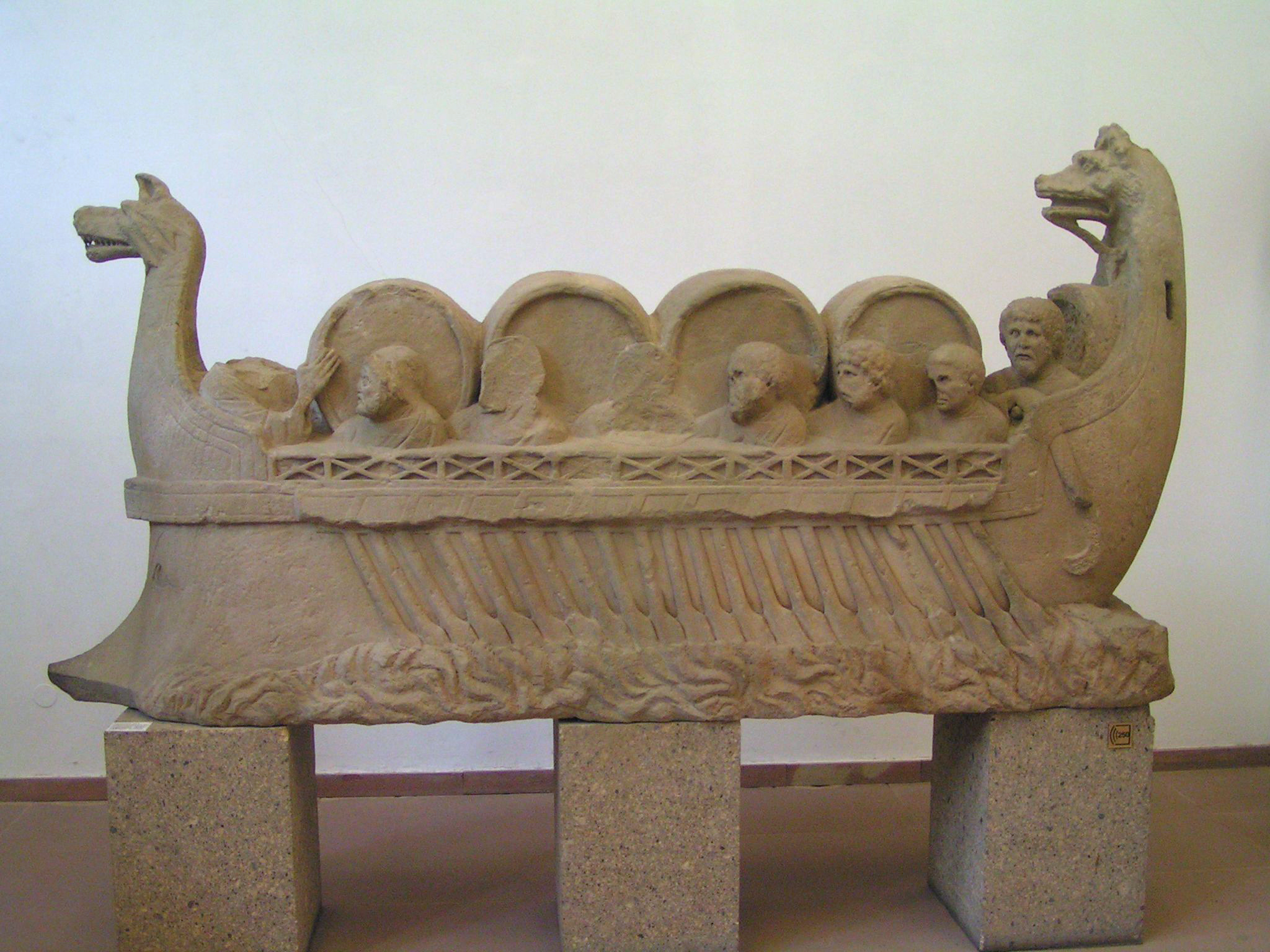
Fu soprattutto in seguito alla necessità di creare una potente flotta militare con lo scoppio della prima guerra punica, che Roma cominciò ad ampliare e intensificare i suoi commerci marittimi con Oriente e Occidente.

A partire dal II secolo a.C. le continue guerre di conquista finirono per tenere il contadino (piccolo proprietario terriero) lontano dalla propria terra per lunghi anni, con il risultato che le piccole aziende agricole, in mancanza del padrone (impegnato nell'esercito), non riuscivano più a rendere come in precedenza e le famiglie non erano più in grado di far fronte al tributum, ovvero alle tasse che i possidenti dovevano pagare allo Stato. La piccola proprietà terriera, inoltre, era messa in crisi anche da altri due elementi: le conquiste avevano rovesciato sul mercato un gran numero di prigionieri di guerra venduti a basso prezzo come schiavi, ovvero manodopera a costo zero rispetto ai braccianti salariati e quindi più conveniente per i ricchi proprietari terrieri; la concorrenza dei prodotti d'oltremare provocava, infine, alla lunga il declino dei redditi agricoli dei piccoli proprietari italici, privi dei capitali necessari per aumentare la produttività e sostenere la competizione. La conseguenza inevitabile di tale situazione era il ricorso all'indebitamento, che spesso si concludeva con la cessione del fondo di proprietà a latifondisti. I contadini ormai espropriati non avevano molte altre opportunità di lavoro: prima della riforma mariana del 107 a.C. e la possibilità di diventare soldato di professione, gli ex piccoli possidenti potevano trovare impiego, se avevano fortuna, come braccianti salariati, altrimenti erano costretti a ingrossare le file del proletariato urbano.
Con l'estendersi del latifondo si passò dalla policoltura a una monocoltura estensiva e speculativa, cioè alla coltivazione su larga scala di un unico prodotto da vendere con profitto sul mercato. Alla coltura del grano si sostituì la coltivazione dell'olivo e della vite e l'allevamento di grandi mandrie di bestiame per soddisfare una crescente richiesta di latticini, carne, lana e pellame. I grandi latifondisti operarono tali scelte perché più redditizie: non richiedevano particolare specializzazione nella manodopera, si prestavano all'uso su larga scala degli schiavi e fornivano prodotti di facile smercio.
Il fulmineo successo della schiavitù di massa nel mondo romano, altrimenti incomprensibile, si spiega con la necessità della produzione su larga scala richiesta dalle enormi dimensioni raggiunte dai domini di Roma dal II secolo a.C. in poi. Un'organizzazione economica di miriadi di piccole proprietà, tipiche della prima età repubblicana (V-III secolo a.C.) avrebbe comportato mediazioni laboriosissime. Invece, la disponibilità massiccia, immediata e incondizionata di milioni di esseri umani da mettere al lavoro permetteva di produrre e vendere su larga scala e di organizzare i lavoratori senza alcun vincolo dovuto alle loro esigenze umane, se non quello basilare della loro sopravvivenza. L'esercito degli schiavi consentiva, quindi, la gestione a costi minimi dei latifondi pastorali ed estensivi e la gestione fordista-taylorista intensiva delle ville, la più efficiente e razionale forma produttiva che l'economia romana abbia mai inventato. L'unica pecca del sistema era che il mantenimento della disciplina nelle grandi aziende servili comportava un apparato repressivo permanente e costoso, economicamente e psicologicamente: si capisce allora come con il passare del tempo si facessero più frequenti le manomissioni, fino ad arrivare da parte dei padroni alla gestione più distaccata dei loro fondi tramite l'affittanza a lavoratori liberi, che si consolidò nell'istituzione del colonato.
La quasi totale scomparsa della piccola proprietà a Roma e in Italia e la gestione dei tributi provenienti dalle province portò a un enorme arricchimento dei ceti già prima abbienti. Alla tradizionale distinzione tra patrizi e plebei subentrò progressivamente la divisione in nobilitas e populus. La nobilitas era costituita dall'insieme dei patrizi e dei plebei ricchi e potenti, ormai affiancatisi in Senato alle antiche famiglie nobiliari nella conduzione dello Stato e nella spartizione di tutte le principali cariche pubbliche.
Accanto all'aristocrazia senatoria, nel II secolo a.C. si andò formando, grazie allo sviluppo economico delle città e all'estendersi delle conquiste, un nuovo gruppo sociale, distinto nettamente dalla nobilitas e dal populus: gli equites o cavalieri. Erano coloro che potevano mantenere almeno un cavallo e militare così nella cavalleria, ma il termine passò a designare i ricchi che non appartenevano alla classe senatoria. Dato che ai senatori era tradizionalmente vietato commerciare, furono proprio i cavalieri a diventare imprenditori, appaltatori e mercanti (negotiatores), specializzati in attività produttive di tipo industriale e mercantile, realizzando alla fine profitti enormi, che consentivano loro di acquistare un prestigio e un'influenza enormi. Molti dei loro affari dipendevano da attività svolte per lo Stato: fornivano vestiario, armi e rifornimenti alle legioni; costruivano strade, acquedotti, edifici pubblici; sfruttavano le miniere; prestavano denaro a interesse (argentari) e riscuotevano le imposte e i vectigalia (pubblicani).
Riguardo alla monetazione del periodo, fu creata una moneta del peso di circa 6,5 grammi, il quadrigato, che fu prodotto in grande quantità a partire dal 235 a.C. circa. Il nome era dovuto all'immagine sul rovescio che mostrava una Vittoria che guida una quadriga. Il quadrigato fu prodotto per circa due decenni, fino a quando fece la sua comparsa il denario (dal 211 a.C.).
| Prime monete repubblicane (234-212 a.C.) | Prime monete repubblicane (234-212 a.C.) | Prime monete repubblicane (234-212 a.C.) | Prime monete repubblicane (234-212 a.C.)                                                | Prime monete repubblicane (234-212 a.C.) | Prime monete repubblicane (234-212 a.C.) | Prime monete repubblicane (234-212 a.C.)                |
| Immagine                                 | Valore                                   | Dritto                                   | Rovescio                                                                                | Datazione                                | Peso; diametro                           | Catalogazione                                           |
| ---------------------------------------- | ---------------------------------------- | ---------------------------------------- | --------------------------------------------------------------------------------------- | ---------------------------------------- | ---------------------------------------- | ------------------------------------------------------- |
|                                          | Æ litra                                  | testa laureata di Apollo verso destra;   | Cavallo al galoppo verso sinistra, ROMA in esergo.                                      | 234-230 a.C..                            | 3,33 g (zecca di Roma antica);           | Crawford 26/3; Sydenham 29; BMCRR (Romano-Campania) 70. |
|                                          | didracma d'argento                       | testa di Marte con elmo verso destra;    | Cavallo al galoppo verso destra, con una mazza nella parte superiore; ROMA in esergo.   | 230-226 a.C..                            | 6,50 g (zecca di Roma antica);           | Crawford 27/1; Sydenham 23; RSC 32.                     |
|                                          | Æ litra                                  | testa di Marte con elmo verso destra;    | Cavallo al galoppo verso destra, con una mazza nella parte superiore; ROMA in esergo.   | 230-226 a.C..                            | 2,74 g (zecca di Roma antica);           | Crawford 27/2; Sydenham 23a.                            |
|                                          | didracma d'argento o quadrigato          | testa di Giano bifronte laureato;        | Giove su una quadriga al galoppo verso destra, seguito da una Vittoria; ROMA in esergo. | 225-212 a.C..                            | 5,57 g (zecca di Roma antica);           | Crawford 28/3; Sydenham 65; RSC 24.                     |
|                                          | didracma d'argento o quadrigato          | testa di Giano bifronte laureato;        | Giove su una quadriga al galoppo verso destra, seguito da una Vittoria; ROMA in esergo. | 225-212 a.C..                            | 6,27 g (zecca di Roma antica);           | Crawford 28/3; Sydenham 64; RSC 23.                     |

Il denario, che divenne la principale moneta d'argento di Roma per oltre 4 secoli, fu introdotto intorno al 211 a.C., fu valutato pari a 10 assi, come indicato dal segno X, e pesava circa 4,5 g (1/72 di una libbra romana). Al momento dell'introduzione del denario, l'asse pesava circa 55 g, ma fu ridotto in seguito a uno standard sestantale di circa 40,5 g. I primi denari presentavano la testa elmata di Roma al dritto, e al rovescio o una Vittoria che guida una biga oppure i Dioscuri. Il peso del denario si stabilizzò quasi subito a circa 4 g. Accanto al denario furono introdotti il mezzo denario, cioè il quinario (V), e il quarto di denario, cioè il sesterzio (IIS).
Quasi contemporaneamente al denario fu introdotta anche un'altra moneta d'argento, il vittoriato, prodotto in grande quantità. Il vittoriato fu prodotto principalmente per i pagamenti a non-Romani, e sarebbe stato all'incirca equivalente a una dracma greca. Mentre il quadrigato, che fu rivalutato a 15 assi (1,5 denari) uscì presto di circolazione, il vittoriato continuò a essere usato fino al II secolo a.C. I vittoriati erano popolari in aree come la Gallia Cisalpina, dove circolarono a lungo accanto alla dracma di Massalia (Marsiglia). Sin quasi dal principio i denari furono contrassegnati da speciali simboli, come una stella o un'ancora, e in seguito da monogrammi che indicavano il triumviro monetale che era responsabile per l'emissione.

## Cultura
È innegabile che l'avvicinamento di Roma alla Magna Grecia, avvenuto verso gli inizi del III secolo a.C. portarono notevoli ripercussioni sugli aspetti istituzionali, culturali e sociali della vita nell'Urbe. Il contesto culturale romano fu fortemente influenzato dalla penetrazione della filosofia pitagorica, presto accettata dalle élite aristocratiche, e dal contatto con la storiografia ellenistica, che modificò profondamente la produzione storiografica romana.

### Urbanistica

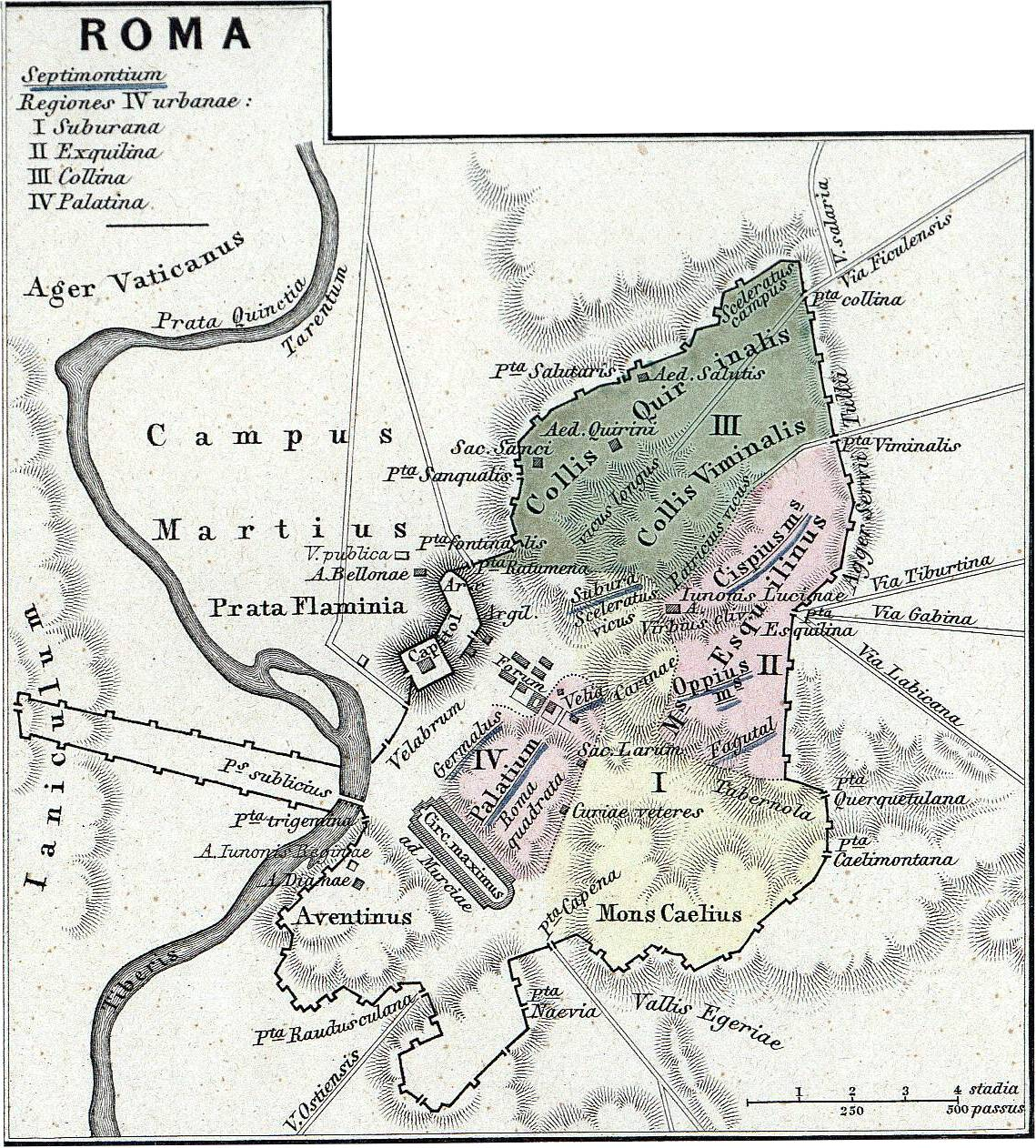
La città di Roma in epoca repubblicana.

Solo a partire dal III secolo a.C. si andarono sviluppando le prime trasformazioni monumentali inserite in piani urbanistici coerenti, ad esempio il complesso di templi repubblicani dell'area sacra di Largo Argentina, costruiti separatamente e unificati dall'inserimento in un grande portico.
Nacquero contemporaneamente i modelli architettonici della basilica civile e dell'arco onorario. Per la prima volta venne applicata la tecnica edilizia del cementizio, che consentì all'architettura romana di avere un suo originale sviluppo, e incominciò l'importazione del marmo come ornamento degli edifici. Forte era l'influenza della Magna Grecia, con l'accentuarsi del livello culturale medio dei Romani soprattutto dopo le vittoriose guerre pirriche. Il primo tempio interamente in marmo, fortemente influenzato dalle forme greche, fu il tempio rotondo del Foro Boario. Nacquero in città fabbriche di ceramica di alto livello, che vengono esportate un po' ovunque nel Mediterraneo occidentale. Si diffuse la tecnica per realizzare statue in bronzo. Gli scrittori greci parlano ormai spesso di Roma, anzi uno di loro arriva a definirla "città greca".
Negli ultimi due secoli della Repubblica i personaggi che conquistavano grande prestigio personale e si contendevano il potere incominciarono a sviluppare progetti urbanistici di respiro sempre più ampio, per assicurarsi l'appoggio delle masse popolari, a partire dai grandi portici della zona del Circo Flaminio, insieme con il restauro del tempio capitolino. L'aspetto monumentale incominciò a svilupparsi anche in altre zone della città. Nel frattempo si svilupparono i grandi quartieri popolari, grazie all'immigrazione anche dalle città italiche, con le insulae, case d'affitto a più piani.

### Architettura

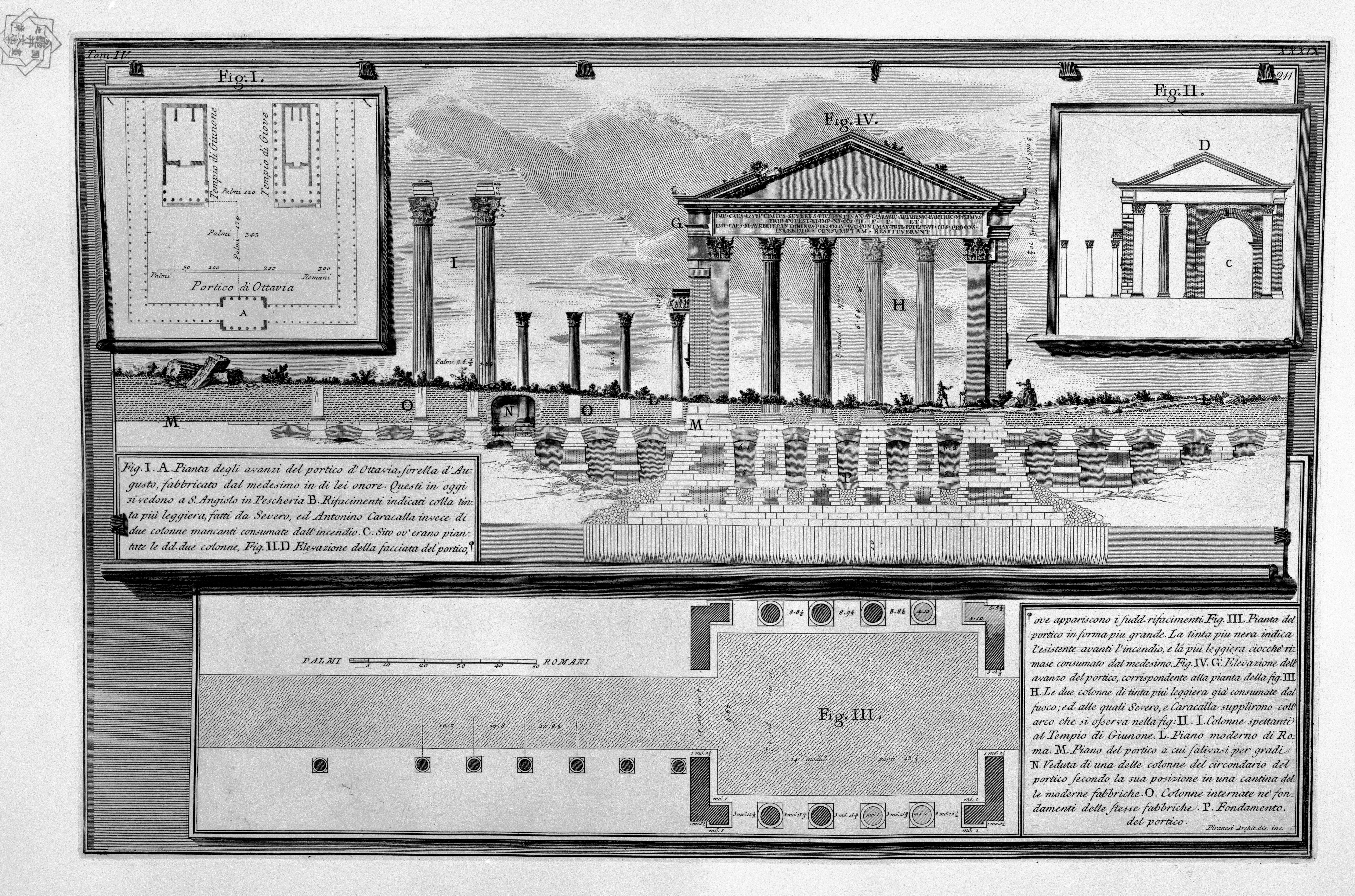
Ricostruzione ideale del Tempio di Giunone Regina (179 a.C.), del tempio di Giove Statore (146 a.C.) e del successivo portico di Ottavia (del 27-23 a.C.) che racchiudeva entrambi gli edifici sacri.

L'inizio dell'espansione nel Mediterraneo e la prima guerra punica portarono alla costruzione di nuovi siti religiosi come: il tempio di Spes (258 a.C.); il probabile tempio di Giuturna ("tempio A" di largo di Torre Argentina) (241 a.C.); il tempio di Giunone Sospita nel foro Olitorio (194 a.C.); il tempio di Veiove (192 a.C.) e il probabile tempio dei Lari Permarini ("tempio D di largo di Torre Argentina") (179 a.C.). Ciascuno era dotato poi dalle sue statue di culto, alle quali vanno aggiunte altre numerose statue, per la maggior parte in bronzo, che decoravano la città (tutte scomparse).
Risalirebbe al 241 a.C. la costruzione del cosiddetto ponte Rotto, rifatto in muratura per la prima volta a Roma nel 179 a.C.; al 221 a.C. la costruzione del secondo circo di Roma, il Circo Flaminio; al 207 a.C. la prima menzione del ponte Milvio (a quell'epoca, sembra ancora in legno); al 184 a.C., della prima basilica, la Porcia, fatta edificare da Catone il censore durante la sua censura, sull'angolo nord del Foro Romano, tra la Curia e l'Atrium Libertatis sede dei censori e centro di intensa attività economica; al 179 a.C., la seconda (basilica Fulvia-Aemilia), incominciata dal censore Marco Fulvio Nobiliore (morto prematuramente) e completata dal collega Marco Emilio Lepido; al 170 a.C., la terza (basilica Sempronia), sul lato nord-orientale della piazza del Foro Romano, alle spalle delle tabernae veteres, opera del censore Tiberio Sempronio Gracco.
Dopo la vittoria contro Antioco III (188 a.C.) la quantità di opere greche a Roma era così consistente che Livio scrisse: "[fu] la fine dei simulacri di legno e di terracotta nei templi di Roma, sostituiti da opere d'arte importate". I primi edifici in marmo bianco di Roma furono due piccole costruzioni, un esordio per certi versi "timido": il tempio di Giove Statore e il tempio di Giunone Regina, racchiusi da un porticato, uno dei quali fu opera proprio di Ermodoro di Salamina, le cui statue di divinità furono scolpiti da scultori provenienti da Delos e da un artista italico, che si ispirò a un modello ellenico del IV secolo a.C.

Principali monumenti del periodo
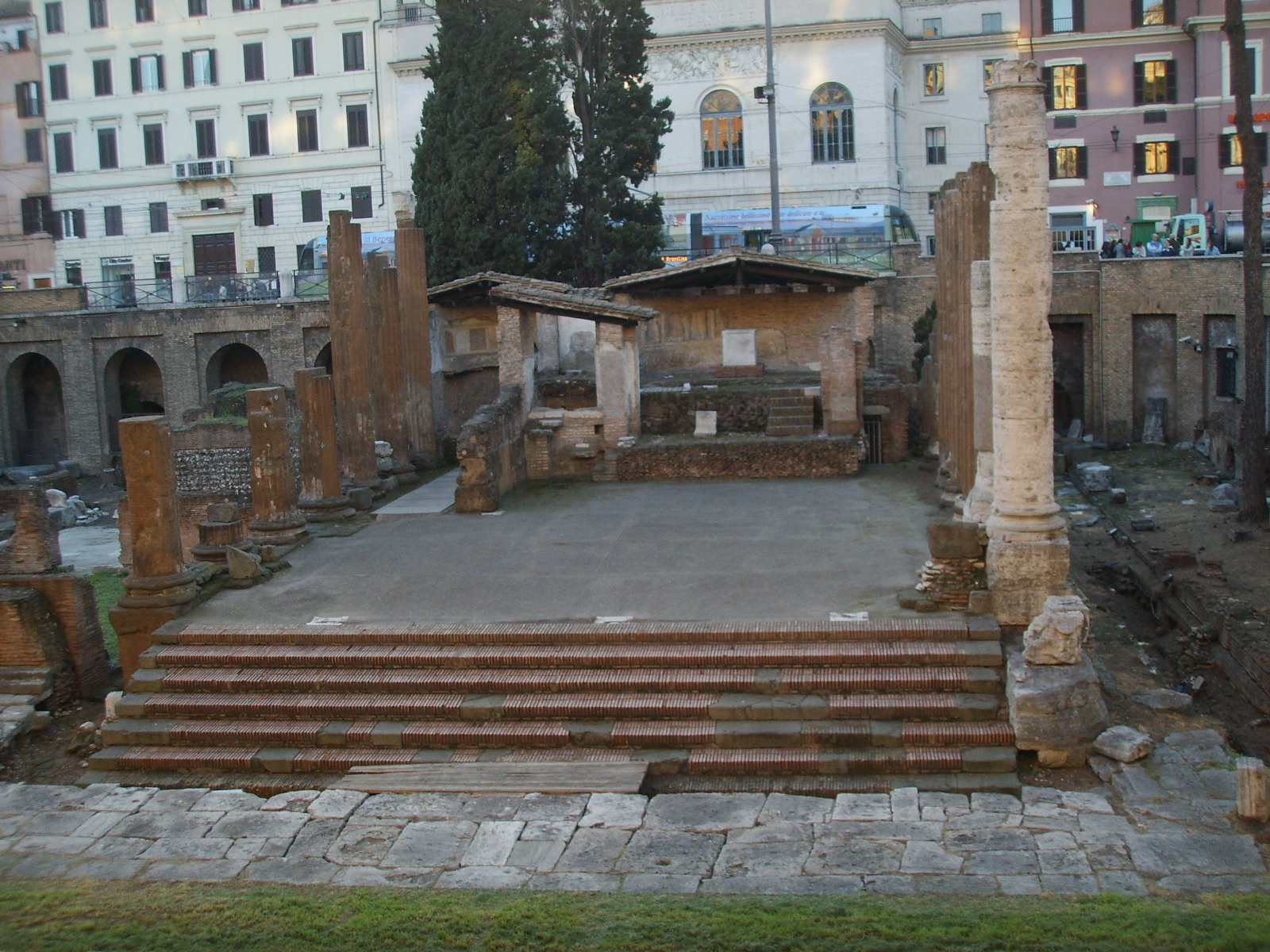
Il probabile tempio di Giuturna ovvero l'A di largo di Torre Argentina (edificato attorno al 241 a.C.).
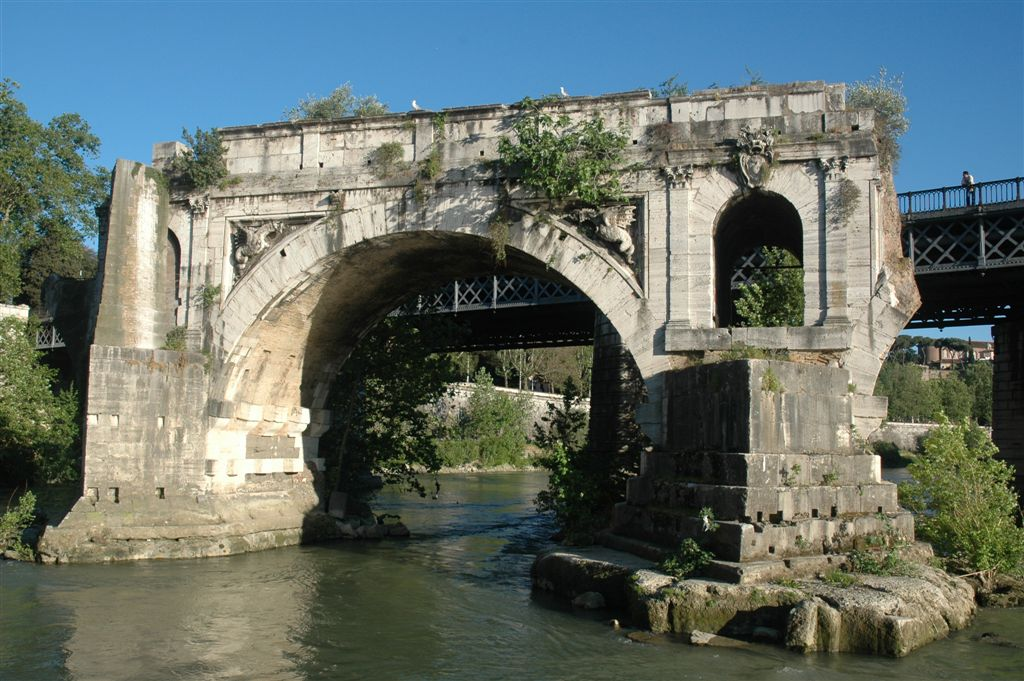
Il ponte Rotto databile al 241 a.C., fu il primo ponte ad essere costruito in pietra (nel 179 a.C.).
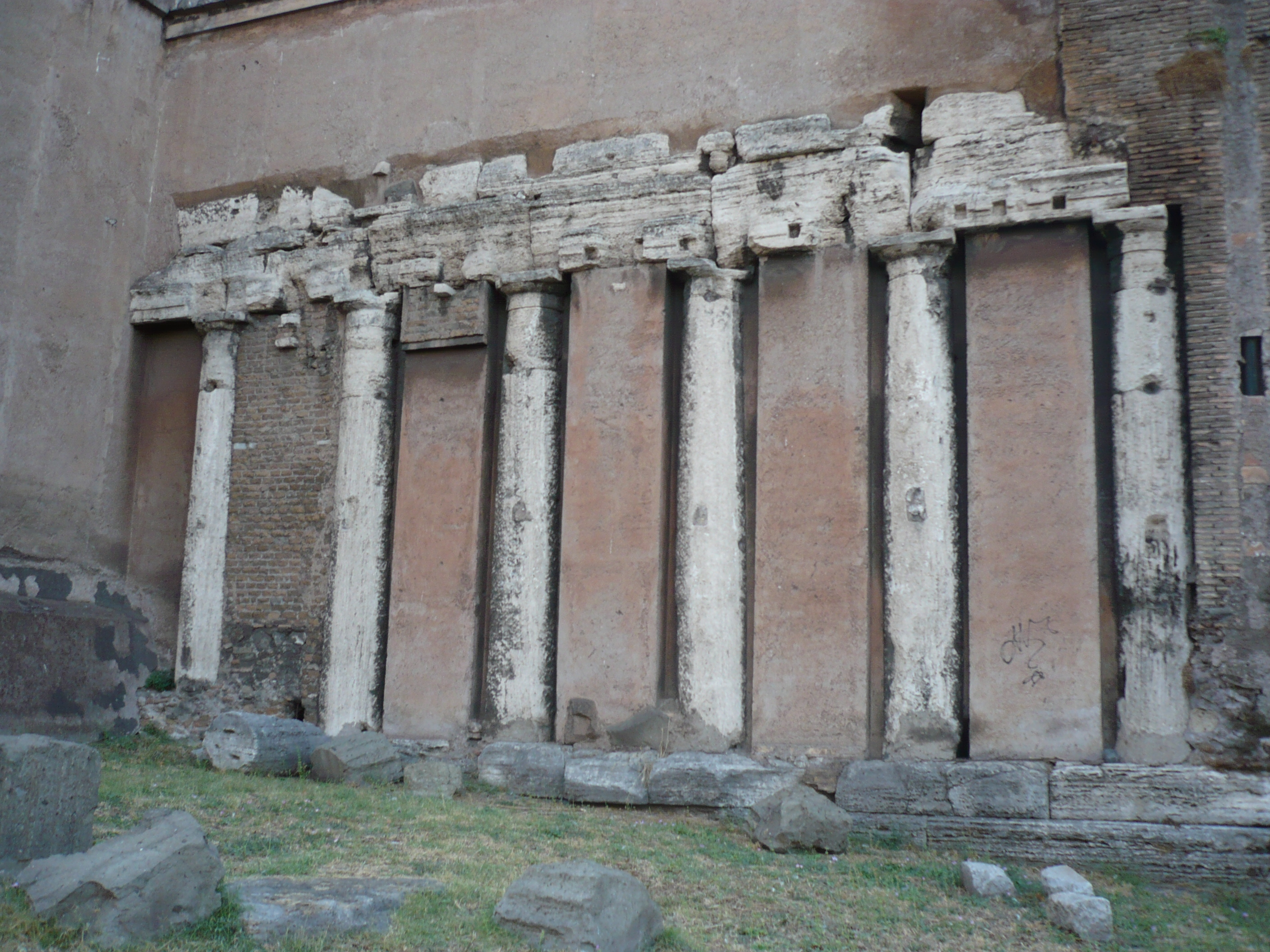
I resti del tempio della Speranza nel foro Olitorio (costruito tra le prime due guerre puniche, fu restaurato nel 232 a.C.
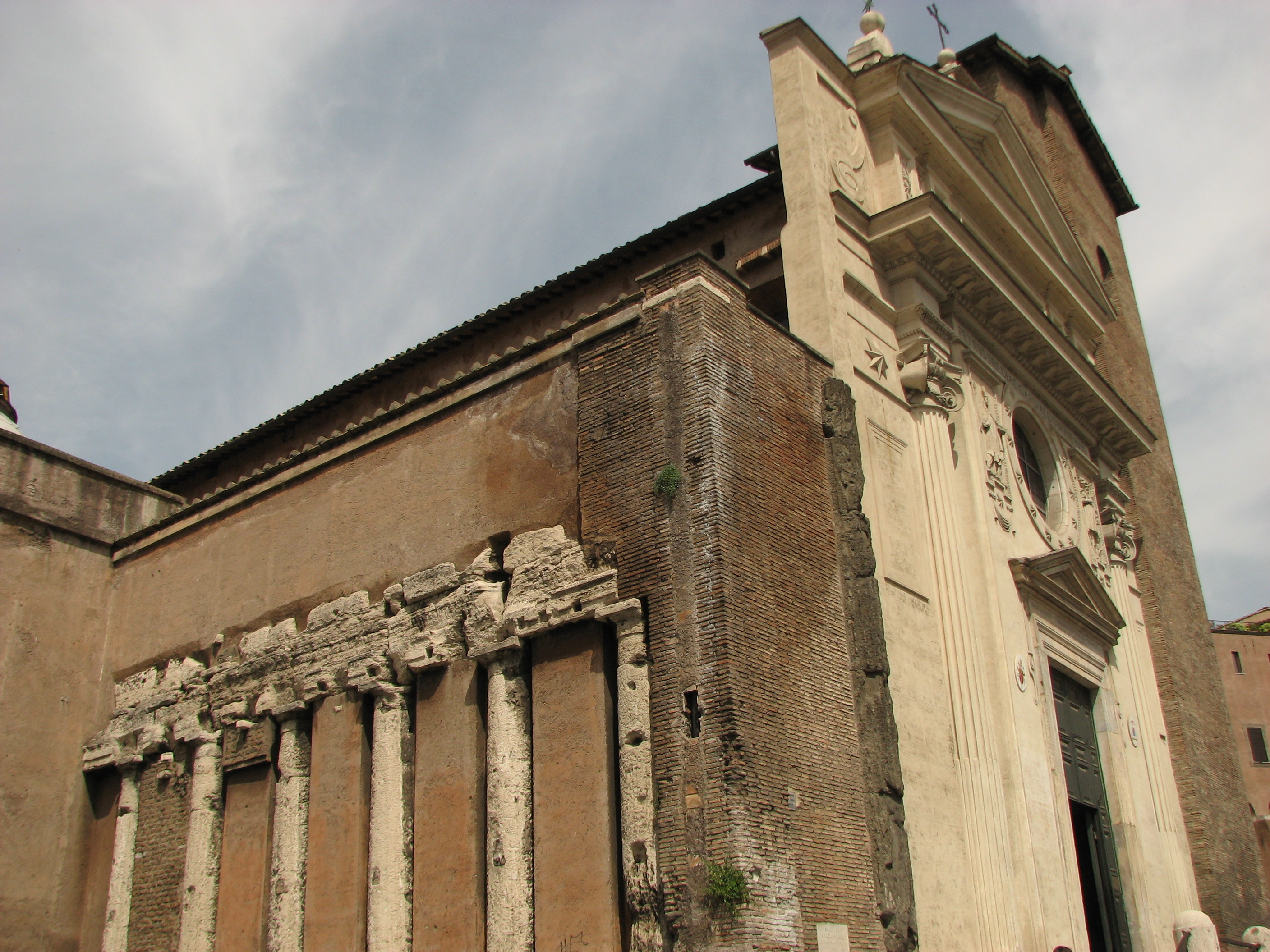
Le tre colonne rimaste del Tempio di Giunone Sospita nel foro Olitorio (194 a.C.), sono state inglobate nella facciata.
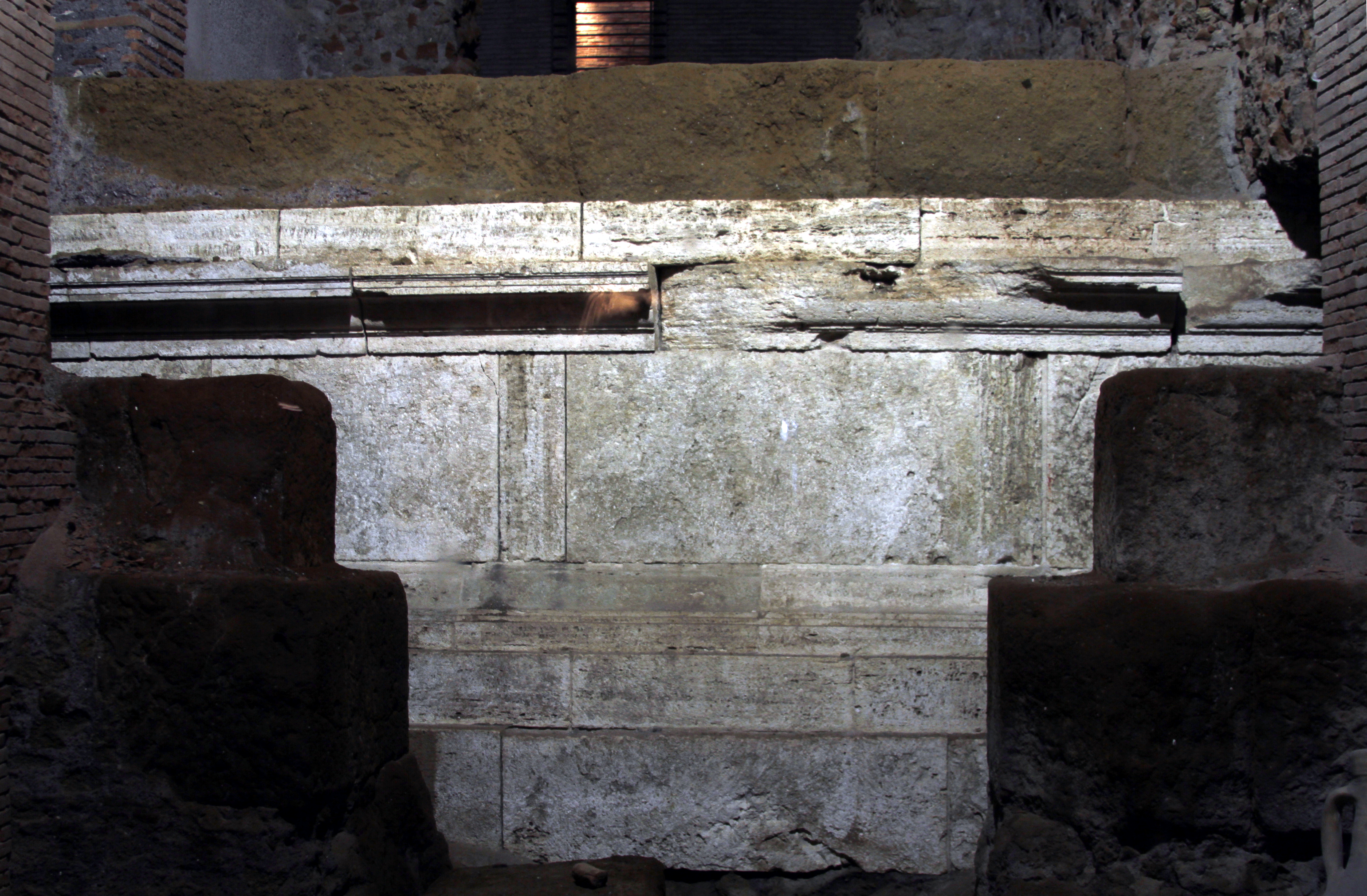
Resti del Tempio di Veiove (192 a.C.).
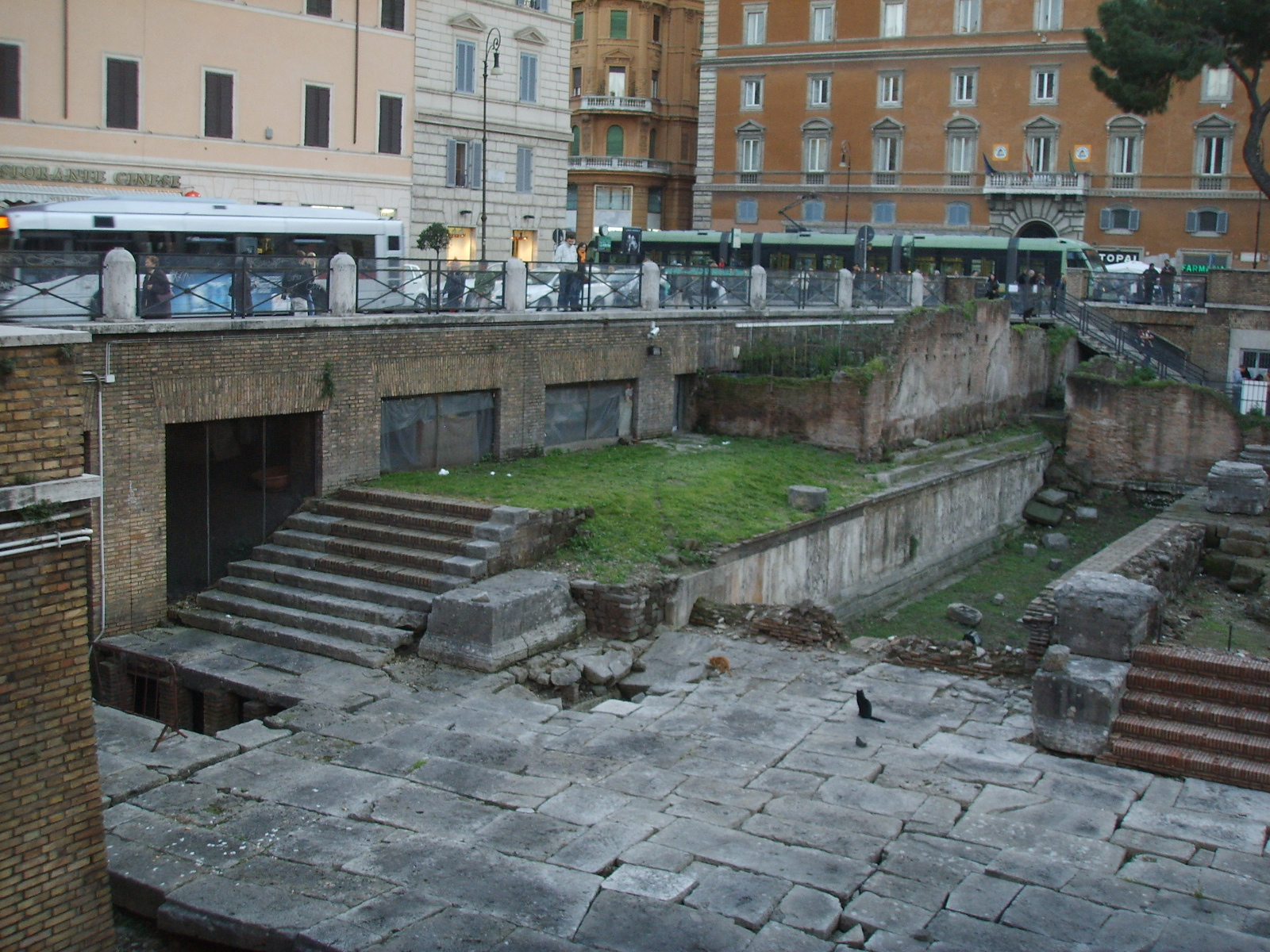
Resti del probabile tempio dei Lari Permarini ovvero il D di largo di Torre Argentina (179 a.C.).
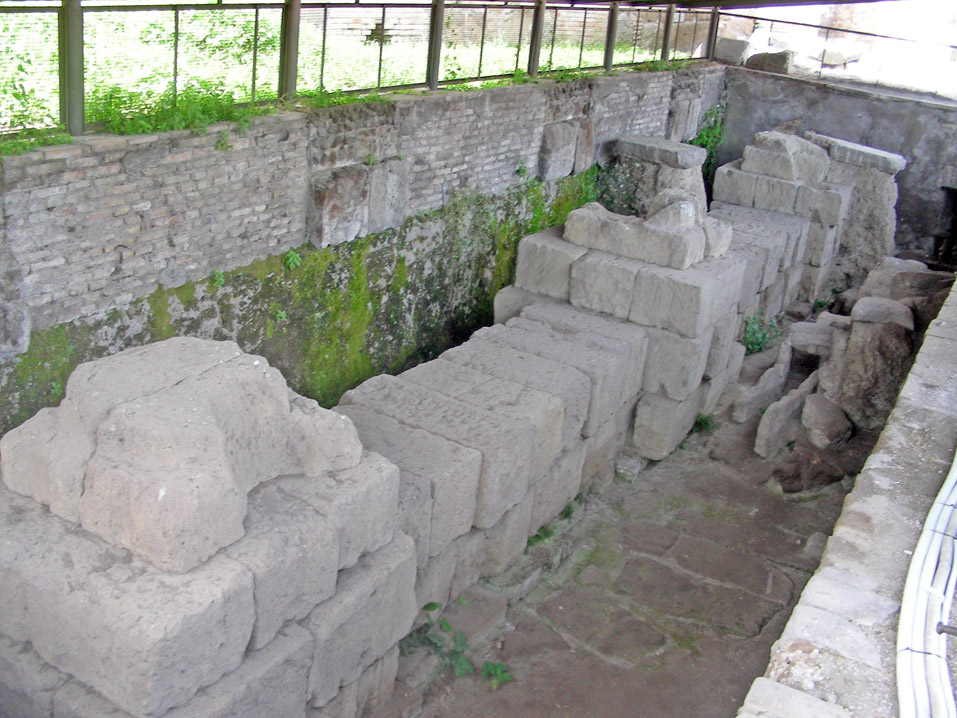
La Basilica Fulvia-Aemilia del 179 a.C.

### Arte e pittura

Il sarcofago di Scipione Barbato, citazione dell'ordine dorico e ionico.

Con la vittoria dei Romani su Pirro e la Magna Grecia (nel 272 a.C.), seguita dalla presa di Reggio (270 a.C.), e il legame con Siracusa durante la prima guerra punica (264-241 a.C.) oltre all'ammissione dei Romani ai giochi istmici di Corinto del 228 a.C., Roma entrava ufficialmente nella società delle nazioni di civiltà greca. Altre due generazioni (200-133 a.C.) e Roma divenne una potenza anche nel Mediterraneo orientale, con la sconfitta dei Galli sul Po, la conquista di Cartagine, di Corinto e di Numanzia, nonché con l'eredità di Pergamo.
Decisiva fu la presa di Siracusa nel 212 a.C., in seguito alla quale Marcello riportò in città un grandissimo numero di opere d'arte greche, le quali segnarono una svolta nella cultura e nella prassi artistica romana. Già allora ci fu chi rimproverò Marcello "di aver riempito d'ozio e di chiacchiere e di aver portato a discutere urbanamente di arte e di artisti [...] quel popolo abituato a combattere e a coltivare i campi, schivo di ogni mollezza e di frivolezza".
Dopo Siracusa le occasioni di importare arte greca furono continue e frequenti: la vittoria contro Filippo V di Macedonia (194 a.C.), la guerra contro Antioco III e la presa di Magnesia in Asia Minore (190 a.C.), la vittoria sullo pseudo Filippo, la presa diCorinto (146 a.C.), che segnò anche l'arrivo a Roma di architetti come Ermodoro di Salamina e scultori come quelli della famiglia di Policlete.
L'ammirazione per le opere greche fu vasta, ma la comprensione del valore artistico e storico di tali opere dovette rimanere un raro appannaggio di alcuni aristocratici. Per esempio nel 146 a.C. il console Mummio si stupiva così tanto dell'alta offerta di Attalo II di Pergamo per un'opera di Aristide messa all'asta dopo il saccheggio di Corinto, da ritirarla dalla vendita sospettando virtù nascoste nel dipinto.
In meno di un secolo nacque a Roma un nutrito gruppo di ricchi collezionisti d'arte. Essi stessi, come testimonia Cicerone nelle Verrine, ebbero un certo pudore nel confessare pubblicamente il loro apprezzamento per l'arte, sapendo di manifestare valori negativi per la società, quali la superiorità dei Greci vinti rispetto alla cultura austera e sofferta dei padri romani. Le polemiche in merito si focalizzarono tra le posizioni contrastanti del circolo degli Scipioni, aperto alle suggestioni culturali elleniche, e il conservatorismo di Catone e i suoi seguaci.
Già dopo la vittoria contro Antioco III la quantità di opere greche a Roma era così consistente che Livio scrisse: "[fu] la fine dei simulacri di legno e di terracotta nei templi di Roma, sostituiti da opere d'arte importate.". I primi edifici in marmo bianco di Roma furono due piccole costruzioni, un esordio per certi versi "timido": il tempio di Giove Statore e il tempio di Giunone Regina, racchiusi da un porticato, uno dei quali fu opera proprio di Ermodoro di Salamina, le cui statue di divinità furono scolpiti da scultori provenienti da Delos e da un artista italico, che si ispirò a un modello ellenico del IV secolo a.C. Lo stesso architetto costruì nel 136 a.C. un tempio in Campo Marzio, che conteneva una statua di Marte colossale, opera attribuita a Skopas minore, e una di Afrodite. Tra i resti meglio conservati di quella stagione c'è il tempio di Ercole Vincitore a Roma.
Le prime testimonianze di mosaico a tessere a Roma si datano attorno alla fine del III secolo a.C.: anche nel mondo romano questa forma d'arte aveva intenti pratici, per impermeabilizzare il pavimento di terra battuta e renderlo più resistente al calpestìo. Successivamente, con l'espansione in Grecia e in Egitto e quindi con gli scambi non solo commerciali, ma anche culturali, si sviluppò un interesse per la ricerca estetica e la raffinatezza delle composizioni, al punto tale che Plinio scrisse con disprezzo: "Ecco che cominciamo a voler dipingere con le pietre!". Inizialmente le maestranze provenivano dalla Grecia e portavano con sé tecniche di lavorazione e soggetti dal repertorio musivo ellenistico, come le Colombe abbeverantisi e i Paesaggi nilotici.

### Dagli spettacoli greci alla letteratura latina

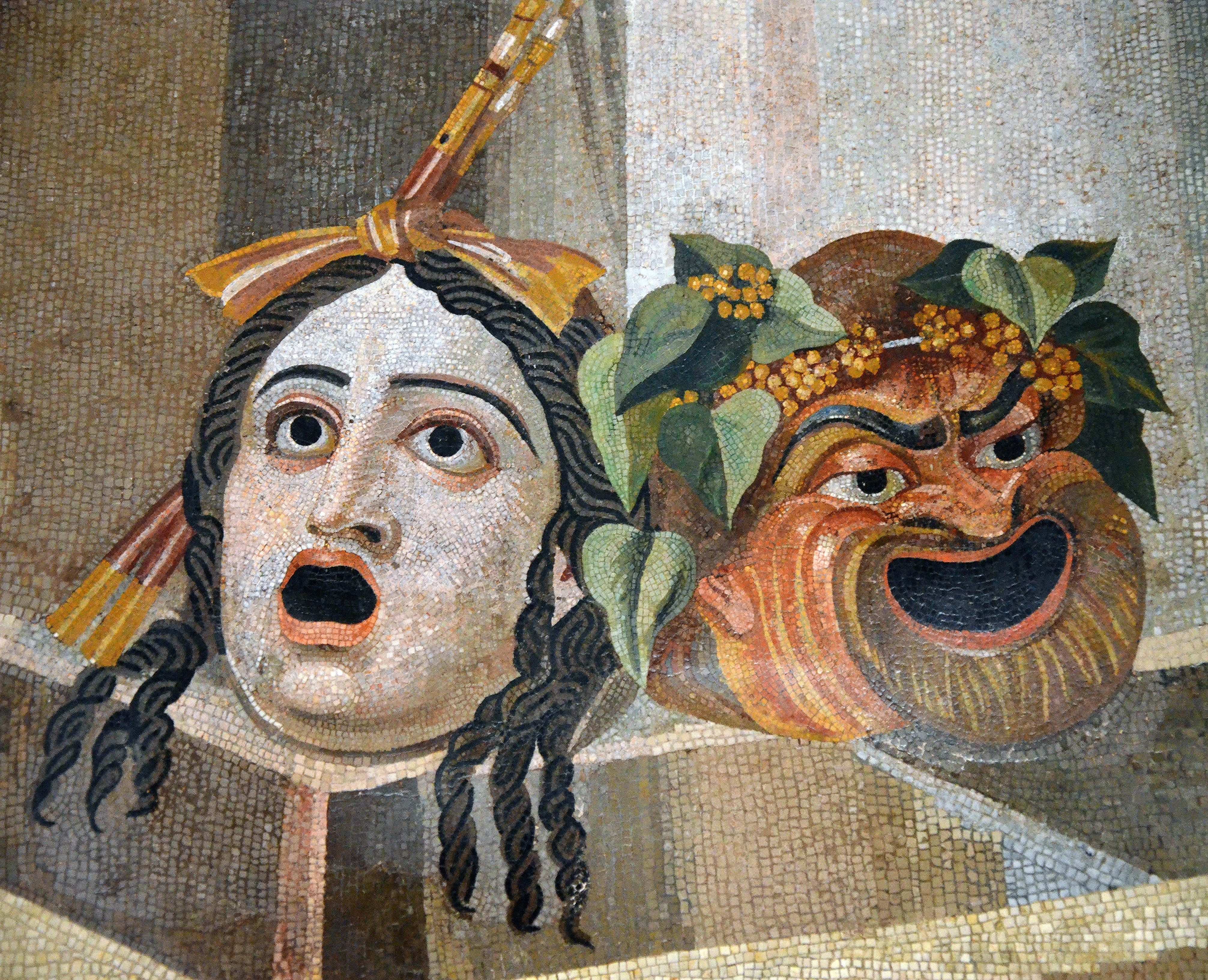
Mosaico romano del I secolo a.C. raffigurante le maschere tragica e comica (Roma, Musei capitolini).

Le prime testimonianze letterarie della presenza del genere dell'epica in Roma risalgono agli ultimi anni del III secolo a.C., quando Andronìco tradusse nella sua Odusia l'Odissea di Omero, e Gneo Nevio, poco più tardi, compose il Bellum Poenicum. Erano tuttavia particolarmente diffuse forme di epica preletteraria, i carmina convivalia come il carmen Priami o il carmen Nelei, che celebravano la storia patria e contribuivano a creare una materia leggendaria e mitologica su cui si sarebbero sviluppate le opere epiche successive.
Con Livio Andronico e Gneo Nevio, il teatro latino comincia ad acquisire una fisionomia propria. Mentre Andronico rimane legato ai modelli della commedia nuova greca, Nevio propone drammi di soggetto romano, più originali nel linguaggio e ricchi di invenzioni nello stile, arrivando a inserire in una sua commedia una satira rivolta a personaggi contemporanei come Publio Cornelio Scipione, che gli valse il carcere: la satira personale fu in seguito espressamente proibita dalla legge. Accanto alle commedie d'ambientazione greca, cominciano ad affermarsi le commedie di argomento romano.
La commedia romana ha grande somiglianza con il genere greco, con alcune innovazioni: l'eliminazione del coro (ripristinato in epoche successive nelle diverse trascrizioni) e l'introduzione dell'elemento musicale. La commedia 'greca' era chiamata fabula palliata (così chiamata dal pallium, mantello di foggia ellenica indossato dagli attori), mentre la commedia ambientata nell'attualità romana era detta fabula togata (dalla "toga", mantello romano) oppure tabernaria.
Livio Andronico, che era di nascita e cultura greca, fece rappresentare a Roma nel 240 a.C. un dramma teatrale, tradizionalmente considerato come la prima opera letteraria scritta in lingua latina. Compose in seguito numerose altre opere, probabilmente traducendole da Eschilo, Sofocle ed Euripide. Gli scarsi frammenti rimasti della sua opera permettono di rilevarne l'influenza dalla coeva letteratura ellenistica alessandrina, e una particolare predilezione per gli effetti di pathos e i preziosismi stilistici, successivamente codificati nella lingua letteraria latina. Anche se la sua Odusia rimase a lungo in uso come testo scolastico, la sua opera fu considerata in età classica come eccessivamente primitiva e di scarso valore, tanto da essere generalmente disprezzata.
L'innovazione che Gneo Nevio portò nella letteratura latina fu l'introduzione della fabula praetexta, tragedia ambientata a Roma (anziché in Grecia). Ne conosciamo due titoli: Romulus (o Lupus) e Clastidium. In Romulus si parla della vicenda di Romolo e Remo; Clastidium narra della battaglia di Clastidium del 222 a.C. vinta da Marcello contro i Galli, vittoria che permise ai romani di conquistare la Gallia Cisalpina.
Anche Quinto Ennio è considerato fra i padri della letteratura latina. Scrisse opere teatrali, gli hepydagetica (poema sulle abitudini alimentari degli uomini) il protrepticus e l'epicarmus (due poemi di carattere filosofico) e infine gli Annales, e altre opere di vario genere. Pare che fu Ennio a introdurre l'esametro nella letteratura latina, formando i suoi versi solo con degli spondei (infatti sono detti versi olospondaici); cercò dunque di rendere più piacevoli e precise le sue poesie attraverso la lettura in metrica. Nelle sue opere abbondano le metafore, sempre molto presenti nei poemi epici, le allitterazioni e l'uso della retorica.
Quinto Fabio Pittore, fu invece il primo annalista, avendo scritto Annales verso la fine del III secolo a.C., dove narrò la storia di Roma dal tempo di Enea fino al 217, anno precedente la battaglia di Canne, ponendo la fondazione di Roma al 747 a.C. Il testo, Ῥωμαίων πράξεις, è scritto in lingua greca e prende posizione contro le accuse di espansionismo imperialistico lanciate in quel periodo dagli storiografi greci parteggianti per Annibale. Dell'opera esisteva una versione in lingua latina, la Rerum gestarum libri, non si sa se scritta da lui stesso. Un punto di vista aristocratico prevale nell'opera di Pittore, caratterizzato particolarmente da un acceso nazionalismo e un gusto particolare per la descrizione delle origini di Roma, l'età regia e gli inizi della Repubblica di Roma, epoche alle quali risalivano molte istituzioni e costumi religiosi e civili del suo tempo.
Tito Maccio Plauto, venuto in gioventù a contatto con il genere dell'atellana, giunto a Roma da Sarsina (dove era nato), divenne autore e attore di commedie palliatae, e fu il primo tra gli autori drammatici latini a specializzarsi nel solo genere comico. La grande comicità generata dalle commedie di Plauto è prodotta da diversi fattori: un'oculata scelta del lessico, un sapiente utilizzo di espressioni e figure tratte dal quotidiano e una fantasiosa ricerca di situazioni che possano generare l'effetto comico. È grazie all'unione di queste trovate che si ha lo straordinario effetto dell'elemento comico che traspare da ogni gesto e da ogni parola dei personaggi. Questa uniforme presenza di comicità risulta più evidente in corrispondenza di situazioni ad alto contenuto comico. Infatti Plauto si serve di alcuni espedienti per ottenere maggior comicità, solitamente equivoci e scambi di persona. Plauto faceva uso anche di espressioni buffe e goliardiche che i vari personaggi molto di frequente pronunciano; oppure usa riferimenti a temi consueti, luoghi comuni, anche tratti dalla vita quotidiana, come il pettegolezzo delle donne.